# Bdeněves
Bdeněves település Csehországban, a Észak-plzeňi járásban. Bdeněves Nýřany, Město Touškov, Kozolupy, Újezd nade Mží, Myslinka és Plešnice településekkel határos. Lakosainak száma 806 fő (2024. január 1.).

## Népesség
A település lakosságának változását az alábbi diagram mutatja:
| Lakosok száma | 420  | 405  | 494  | 441  | 426  | 626  | 662  | 697  | 770  | 806  |
|               | 1869 | 1900 | 1921 | 1961 | 1980 | 2011 | 2016 | 2019 | 2021 | 2024 |